# Сан-Антонио (фильм)
«Сан-Антонио» (англ. San Antonio) — вестерн 1945 года с Эрролом Флинном и Алексис Смит в главных ролях.

## Сюжет
События фильма разворачиваются в 1877 году в штате Техас. Ковбой Клэй Хардин задался непростой целью положить конец бесчинствам Роя Стюарта, главаря банды воров, которые угоняют скот у ранчеро. Борьба происходит не только с бандитами, но и в его сердце — Хардин полюбил Жанну Старр, певицу из принадлежащего его врагу салуна.

## В ролях
- Эррол Флинн — Клэй Хардин
- Алексис Смит — Жанна Старр
- Пол Келли — Рой Стюарт

В титрах не указаны
- Гарри Кординг — разносчик
- Фрэнсис Форд — старый ковбой, приветствующий тренера

## Номинации
В 1946 году фильм был номинирован на получение премии «Оскар» в двух категориях — лучшие декорации и лучшая песня.